# Сньовіт (газоконденсатне родовище)

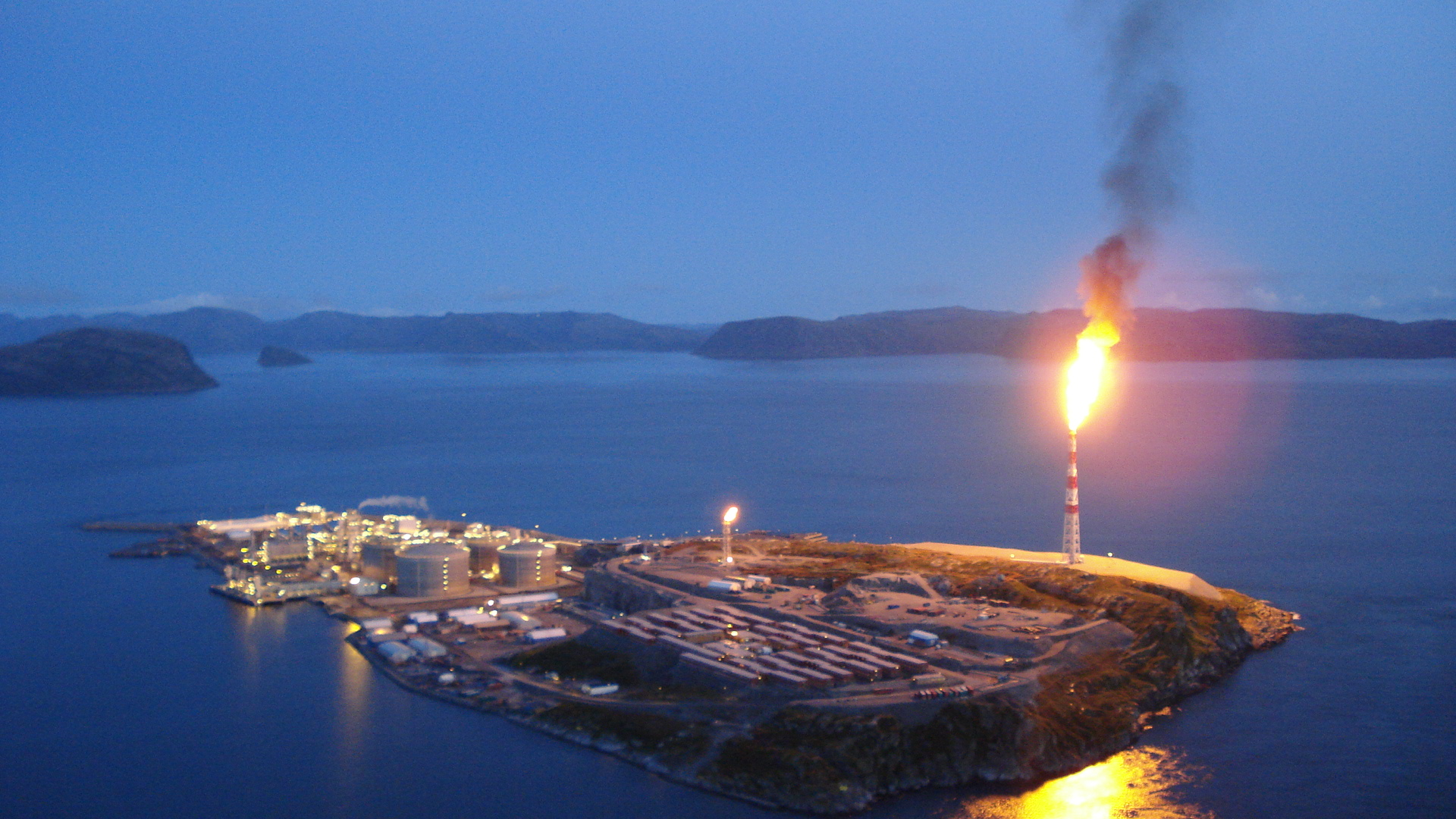
Завод зі скраплення природного газу родовища Сневіт на острові Мелькея вночі

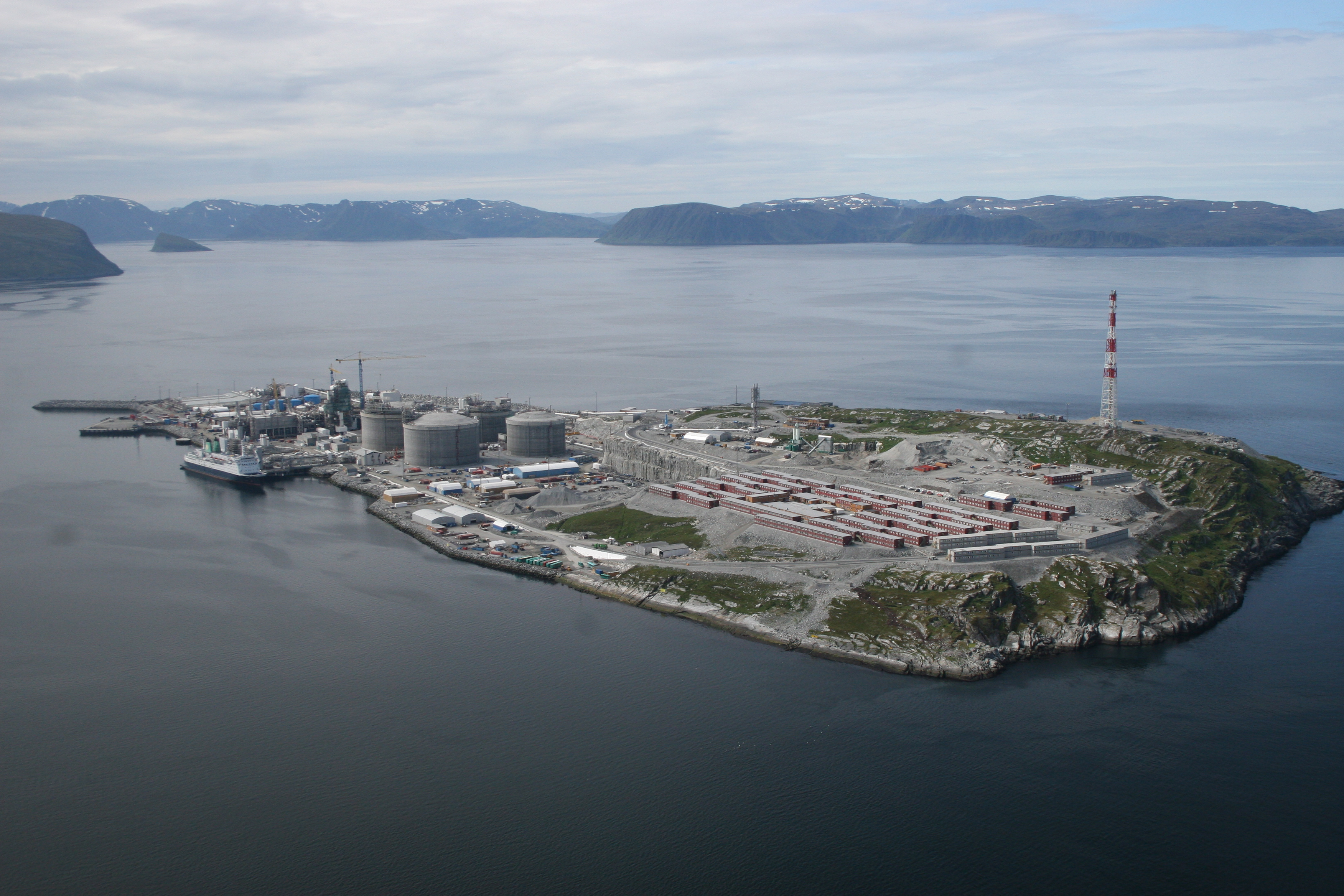
Завод на острові Мелькея вдень, 2006 рік

Сневіт (норв. Snøhvit — «Білосніжка») — газоконденсатне родовище в норвезькому секторі Баренцового моря, станом на 2016 рік третє за початковими і друге за залишковими запасами природного газу в Норвегії.
Відкрите 1984 року в районі з глибинами моря 310—340 м. Вуглеводні залягають у відкладеннях  нижньої та середньої юри, на рівні 2300 м від морського дна.
Розробка родовища, розташованого за Полярним колом, у районі віддаленому від розвиненої норвезької нафтогазової інфраструктури, розпочалась лише на початку XXI століття. Базою при цьому обрали порт Гаммерфест. Особливістю розробки стала відмова від будь-яких потужностей з підготовки на місці видобутку. Видобуток ведеться через встановлені на морському дні потужності, що з'єднані підводним газопроводом довжиною 160 км та діаметром 680 мм із заводом по виробництву скрапленого природного газу на острові Мелькея (Melkøya, Мелькея ЗПГ).
Особливістю проєкту є мінімізація викидів вуглекислого газу (СО2). Його вміст у продукції Сневіту складає 5—8 %. На заводі на Мелькеї відбувається вилучення СО2, після чого він повертається до району Сневіт та закачується в резервуар на глибині 2600 м.
Початкові видобувні запаси Сневіт оцінюються так:
- 224 млрд м³ природного газу,
- 8 млн тонн зріджених вуглеводневих газів,
- 26 млн м³ газового конденсату.

Станом на кінець 2015 року залишкові видобувні запаси становили 189 млрд м³ газу, 6 млн тонн зріджених вуглеводневих газів та 21 млн м³ конденсату.
У 2015 році видобуток майже досяг 6 млрд м³.
Станом на 2016 рік родовище розробляється шляхом природного виснаження, проте ведуться розрахунки відносно доцільності спорудження дотискної компресорної станції.